# 林說金曲
《林說金曲》（Suet Be Music），及《歌度有…林說金曲》（From The Song…Suet Be Music），為香港電視娛樂製作的音樂節目。
《林說金曲》（Suet Be Music）由2017年4月3日至5月26日，逢星期一至五晚上23:00於官方網站（viu.tv）、官方流動應用程式、官方Facebook專頁及官方Youtube頻道率先發放片段，其後於逢星期一至五深夜（逢星期二至六凌晨）00:30-00:35於ViuTV播出，主持人為林雪。
推出節目的目的是想推廣香港本地音樂給觀眾，每個星期將會收集五首歌曲MV，然後由林雪親自落街找來各位人士去挑選自己心水歌曲（逢星期一則由林雪本人親自挑選），被選中的歌曲MV會於節目內播出（部份MV有可能在該星期內播放超過一次）。
由於節目當中可能會內含部份粗口，聲音會經過特別處理（例如用動物叫聲覆蓋疑似粗口），另外部份集數於官方Facebook專頁及官方Youtube頻道會發放內含粗口版本，繼林雪於晚吹-真PK當嘉賓的那一集之後再推出兩個版本的節目重溫。
《林說金曲》40集節目完結後與《歌度有…》合併成新節目《歌度有…林說金曲》（From The Song…Suet Be Music），由2017年6月4日至7月16日逢星期日21:30-22:00在ViuTV播出，每集除了有兩節原《林說金曲》五分鐘節目之外，還加入《林雪Gathering》（由林雪訪問嘉賓及播出嘉賓的新歌MV片段）及《同林雪唱通街》（每集邀請現場人士在車上獨唱卡拉OK，然後由林雪挑選演繹最佳者與他合唱）兩個環節，而最後一集（第7集）主要是重溫《林說金曲》及《同林雪唱通街》的精彩片段。

## 《林說金曲》每集一覽
| 集數 | 播映日期 | 主題                              | 播出MV                            |
| 第一週歌曲：李拾壹（Feat. 三李團）《食住花生》、ToNick《長相廝守》、Robynn & Kendy《無敵》、容祖兒《麻煩你》、鄭秀文《裸體早餐》      |          |                                   |                                   |
| 1 | 4月3日   | 世間什麼愛叫林雪                  | 鄭秀文《裸體早餐》                |
| 2 | 4月4日   | 按摩男郎雪                        | ToNick《長相廝守》                |
| 3 | 4月5日   | 的士播歌雪                        | 李拾壹（Feat.三李團）《食往花生》 |
| 4 | 4月6日   | 洗剪吹雪                          | 鄭秀文《裸體早餐》                |
| 5 | 4月7日   | 餓底林雪                          | 容祖兒《麻煩你》                  |
| 第二週歌曲：關楚耀《死亡之吻》、李克勤《C3PO》、Nowhere boys《天外飛仙》、張紋嘉《少女的球鞋》、張敬軒《下次愛你》                    |          |                                   |                                   |
| 6 | 4月10日  | 的士雪估歌仔                      | 張敬軒《下次愛你》                |
| 7 | 4月11日  | 林說公廁                          | 關楚耀《死亡之吻》                |
| 8 | 4月12日  | 大大力揼雪                        | 張敬軒《下次愛你》                |
| 9 | 4月13日  | 外賣仔林雪                        | Nowhere boys《天外飛仙》          |
| 10 | 4月14日  | 洗頭仔林雪                        | 張敬軒《下次愛你》                |
| 第三週歌曲：周殷廷《小姐你好》、Yellow!《唔紅有原因》、顏卓靈《閃光》、江若琳《小燈塔》、連詩雅《不意外的意外》                       |          |                                   |                                   |
| 11 | 4月17日  | 雪哥認歌手                        | 江若琳《小燈塔》                  |
| 12 | 4月18日  | 雪哥打電話系列之Sammi篇           | Yellow!《唔紅有原因》             |
| 13 | 4月19日  | 雪哥打泰拳                        | 周殷廷《小姐你好》                |
| 14 | 4月20日  | Professor Lam                     | Yellow!《唔紅有原因》             |
| 15 | 4月21日  | 林雪美容師                        | 連詩雅《不意外的意外》            |
| 第四週歌曲：周柏豪《囂》、AGA《3AM》、MKB48《傳說》、衛蘭《天敵》、黎曉陽《I Will Be Alright》                                        |          |                                   |                                   |
| 16 | 4月24日  | N個叫醒林雪嘅方法                 | MKB48《傳說》                     |
| 17 | 4月25日  | 林雪去健身                        | 周柏豪《囂》                      |
| 18 | 4月26日  | 雪哥打電話系列之彭浩翔篇          | MKB48《傳說》                     |
| 19 | 4月27日  | 林雪做DJ                          | 衛蘭《天敵》                      |
| 20 | 4月28日  | 林雪突擊更衣室                    | AGA《3AM》                        |
| 第五週歌曲：梁漢文《終身贊助》、Supper Moment《說再見了吧》、洪卓立《帶著骨灰去旅行》、林奕匡《查無此字》、Fabel《安多酚》              |          |                                   |                                   |
| 21 [#] | 5月1日   | 雪哥重組歌名                      | 梁漢文《終身贊助》                |
| 22 | 5月2日   | 雪雪學化妝                        | Fabel《安多酚》                   |
| 23 | 5月3日   | Phone Call 吳鎮宇                 | Fabel《安多酚》                   |
| 24 | 5月4日   | 林雪做瑜珈                        | 梁漢文《終身贊助》                |
| 25 | 5月5日   | 在Lift中呼喚林雪                  | Supper Moment《說再見了吧》       |
| 第六週歌曲：泳兒《一隻小豬》、Twins《有約》、盧凱彤《翻牆》、黃浩琳《纏路》、Jumper《紅燈》                                           |          |                                   |                                   |
| 26 | 5月8日   | 林雪大玩拍拍忌廉                  | 盧凱彤《翻牆》                    |
| 27 | 5月9日   | 林雪睇跌打                        | 泳兒《一隻小豬》                  |
| 28 | 5月10日  | Phone Call 田雞                   | Twins《有約》                     |
| 29[*] | 5月11日  | 雪哥學唱歌                        | 盧凱彤《翻牆》                    |
| 30[#] | 5月12日  | 林雪彈彈                          | 盧凱彤《翻牆》                    |
| 第七週歌曲：On @ C AllStar《煉獄健身室》、衛詩《刺青》、容祖兒《他狠過你》、孫耀威《It's My Day》、Gin Lee 李幸倪《空姐》             |          |                                   |                                   |
| 31 | 5月15日  | 林雪教你食Chok啲                  | 衛詩《刺青》                      |
| 32 | 5月16日  | 林雪巨腩舞                        | 衛詩《刺青》                      |
| 33 | 5月17日  | 林雪 vs Alan Tam （嘉賓：譚詠麟） | Gin Lee 李幸倪《空姐》            |
| 34 | 5月18日  | 林雪Dance Battle （嘉賓：王志安） | 孫耀威《It's My Day》             |
| 35 | 5月19日  | 拐子佬林雪                        | Gin Lee 李幸倪《空姐》            |
| 第八週歌曲：王菀之《突然一生人》、許靖韻《Shut Up》、King @ C AllStar《出場序》、蔡卓妍 x 周柏豪《請你愛我》、Dear Jane《終點的擁抱》 |          |                                   |                                   |
| 36 | 5月22日  | 林雪估歌名                        | 王菀之《突然一生人》              |
| 37 | 5月23日  | 林雪認人 （嘉賓：新青年理髮廳）   | 王菀之《突然一生人》              |
| 38 | 5月24日  | 林雪好人好事                      | 王菀之《突然一生人》              |
| 39 | 5月25日  | 林雪揀新抱                        | 王菀之《突然一生人》              |
| 40 | 5月26日  | 林雪去跑步                        | Dear Jane《終點的擁抱》           |

^[*]  該集於官方Facebook專頁及官方Youtube頻道發放的片段為加長版本，於官方網站（viu.tv）、官方流動應用程式及電視播出為正常五分鐘版本。
^[#]  該集於官方Facebook專頁及官方Youtube頻道發放的片段為內含粗口版本，於官方網站（viu.tv）、官方流動應用程式及電視播出為聲音經過處理版本。

### 特別篇
兩分鐘特別篇只於官方Facebook專頁及官方Youtube頻道發放。
| 播映日期 | 主題                         |
| 4月22日  | 林雪 X Sammi 大爆杜Sir金句！ |
| 4月29日  | 林說特別的冧女招式           |

### 番外篇
兩分鐘番外篇於官方Facebook專頁發放。
| 播映日期 | 主題                     |
| 5月13日  | 林雪母親節獻唱《念親恩》 |
| 5月29日  | 林雪勇闖石春路！         |

## 《歌度有…林說金曲》每集一覽
| 集數 | 播映日期 | 主題           | 播出MV（歌手名稱粗字者為《林雪Gathering》嘉賓）                                                                       |
| 1    | 6月4日   | 肥拳道         | 衛蘭《一格格》、Rubberband x Yellow!《一生青春》、側田《不經不覺》                                                    |
| 2    | 6月11日  | 拮到肚腩開花   | 麥浚龍《禽獸》、ToNick《阿飛與阿基》、側田《不經不覺》                                                                |
| 3    | 6月18日  | 父親節快樂     | JW王灝兒《原來只因深愛著》（女聲獨唱版）、Dear Jane《終點的擁抱》、鍾舒漫《小碎步》                                     |
| 4    | 6月25日  | 雪哥跳舞       | 泳兒（Feat. 黎瑞恩）《搖籃曲》、Supper Moment《說再見了吧》、Nowhere boys（Feat. Cheronna @ Super Girls）《夕陽武士》 |
| 5    | 7月2日   | 林雪學魔術     | ToNick《阿飛與阿基》、On @ C AllStar《煉獄健身室》、尹光 x 阿肥（Phat）《潮神》                                       |
| 6    | 7月9日   | 林雪學粵劇     | 徐天佑《我們沒有不期而遇》、吳雨霏（Feat. AF）《Come With Me》、Robynn & Kendy《Shout n' Cry》                        |
| 7    | 7月16日  | 最後一集的鍛鍊 | KB《我最喜愛的Youtube節目》、洪卓立《閃先》、林海峰（Feat. Kiri T）《九號鞋》                                         |

### 番外篇
兩分鐘番外篇於官方Facebook專頁發放。
| 播映日期 | 主題                     |
| 6月17日  | 林雪父親節情深唱《單車》 |

## 外部連結
- ViuTV：林說金曲 （页面存档备份，存于）
- ViuTV：歌度有…林說金曲 （页面存档备份，存于）